# Ozyptila danubiana
Ozyptila danubiana är en spindelart som beskrevs av Weiss 1998. Ozyptila danubiana ingår i släktet Ozyptila och familjen krabbspindlar.
Artens utbredningsområde är Rumänien. Inga underarter finns listade i Catalogue of Life.